# Good and Evil Sessions
Good and Evil Sessions ist ein Jazzalbum der Studioformation The Blue Series Continuum um Matthew Shipp und William Parker, das mit dem Musiker- und Produzentenduo Danny Blume und Chris Kelly, das auch als „GoodandEvil“ bekannt wurde, 2003 in den GoodandEvil Studios aufgenommen wurde und im August 2003 in der Blue Series des Labels Thirsty Ear erschien.

## Das Album
Nach den beiden ersten Produktionen  Masses (2001) und Sorcerer Sessions – featuring the Music of Matthew Shipp (veröffentlicht im Januar 2003) war Good and Evil Sessions das zweite Album der Formation Blue Series Continuum, deren Kern aus William Parker und Matthew Shipp bestand und bei diesem Album um Alex Lodico, Josh Roseman, Miso und Roy Campbell erweitert wurde. Die Thirsty-Ear-Reihe Blue Series intendierte, Avantjazz mit Hip-Hop und Electronica zu verschmelzen. Mit der Formation The Blue Series Continuum war beabsichtigt, mit einer rotierenden Gruppe von Musikern statt mit akzentuiert Bandleader-orientierten Projekten zu arbeiten. Dabei geriet das vorliegende Album mehr an Dance-Pop orientiert als die vorangegangenen Produktionen.
Das Album beginnt mit Brainwash, das von William Parkers eindringlichem Ostinato vorwärtsgetrieben wird. Roy Campbells Trompete steuert ein klanglich zurückgesetztes Solo im Fusion-Stil bei. Stücke wie The Hideout haben ein 1970er-Jahre-Flair, mit Anspielungen an Funkmusik. Die Posaunisten Lodico und Roseman haben insgesamt bei dem Vorgehen eine aktive Rolle, den Gruppenklang zu erweitern, sind aber derart abgemischt, dass sie die Klangtexturen nicht zu oft dominieren. Texturale Beiträge gehen vor allem von den perkussiven, programmierten und produzierten Aktivitäten des Duos Danny Blume und Chris Kelly sowie von Matthew Shipp und dem Turntablisten und Programmierer Miso in Form von subtilen Harmonien, gescratchten Solos und Riffs aus.
Shipp und Williams setzten das Blue Series Continuum-Projekt im folgenden Jahr mit dem Hip-Hop-Musiker und -Produzenten El-P auf dem Album High Water fort.

## Titelliste

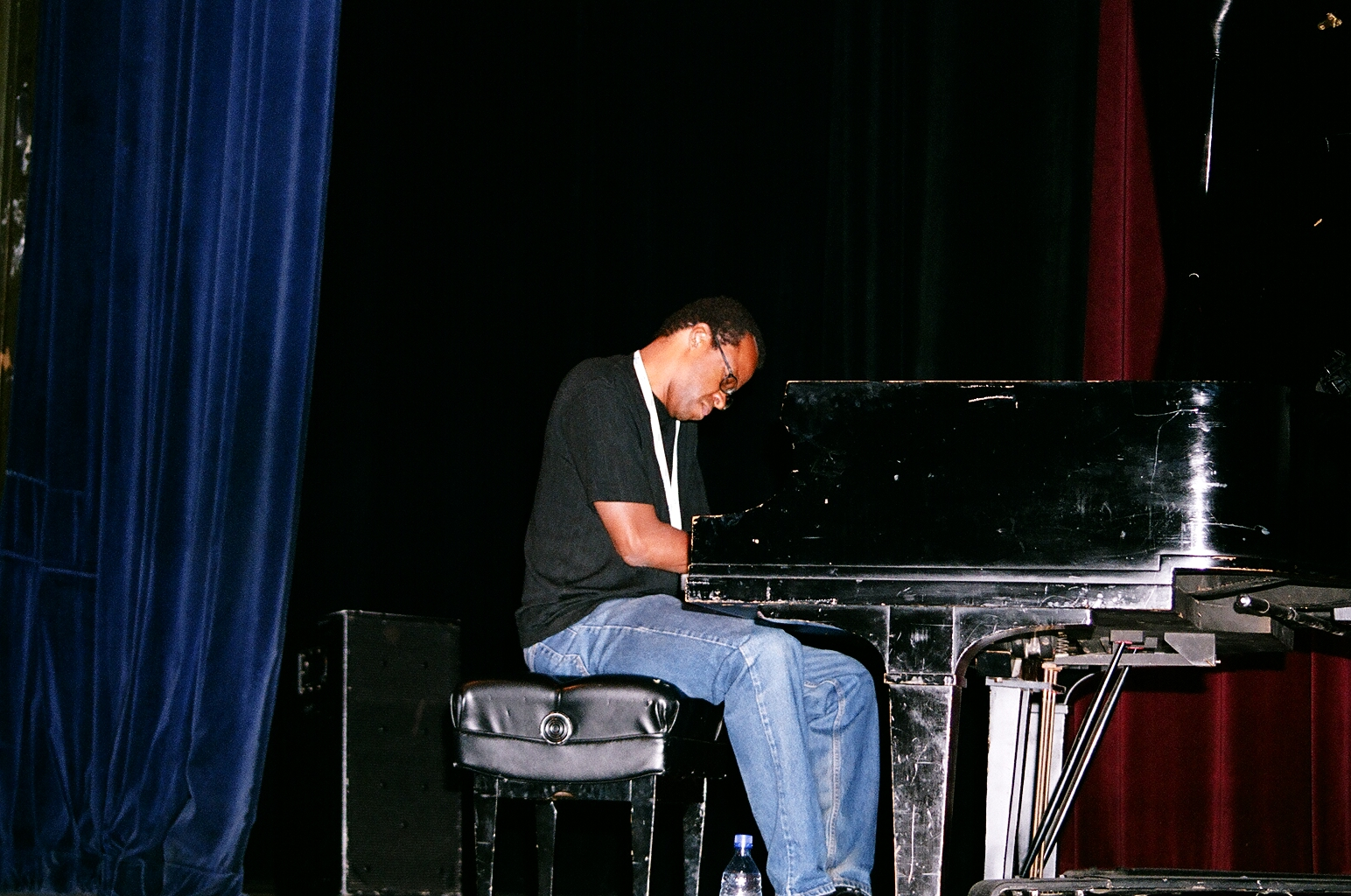
Matthew Shipp

- The Blue Series Continuum: Good and Evil Sessions (Thirsty Ear, THI 57134.2[5])
  1. Brainwash – 6:34
  2. Then Again – 4:39
  3. Stakeout – 4:48
  4. Close Call – 4:17
  5. Hideout – 4:38
  6. On the Run – 4:41
  7. Roll It Back – 4:03
  8. Change of Plans – 5:08
  9. Sweetbitter – 4:20
- Alle Kompositionen stammen von Danny Blume, Chris Kelly, Matthew Shipp und Miso.

## Rezeption
All About Jazz urteilte über das Album, dass sein „Sound unmissverständlich jazz-tronic“ sei, der programmierte Beats, Loops und Samples mit Livedarbietung vereine. Dabei würden die Blechbläser sowohl als Soloinstrumente als auch als Ausgangspunkt für Texturen dienen, wie in Close Call. Matthew Shipps Spiel auf dem Korg-Synthesizer in Then Again erinnere an sein Album Equilibrium (2003); an anderer Stelle ordne er sich den Blechbläsern unter, so gäbe es hier kein „In-den-Vordergrund-stellen“ von Instrumenten. So trage etwa William Parker lediglich dazu bei, die Musik voranzutreiben. Insgesamt seien die Höhepunkte der Platte „gewaltig“, andererseits habe sie gleichzeitig ihre „Talböden“. So erscheine das Schlagzeug sehr flau und eingeschlossen, und die „Inside-Out-Changes sind nicht immer besonders intuitiv“. Letztendlich sei es gut zu wissen, dass die selbsternannte Flaggschiff-Gruppe von Thirsty Ears Blue Series der Vision des Labels treu bleibe.

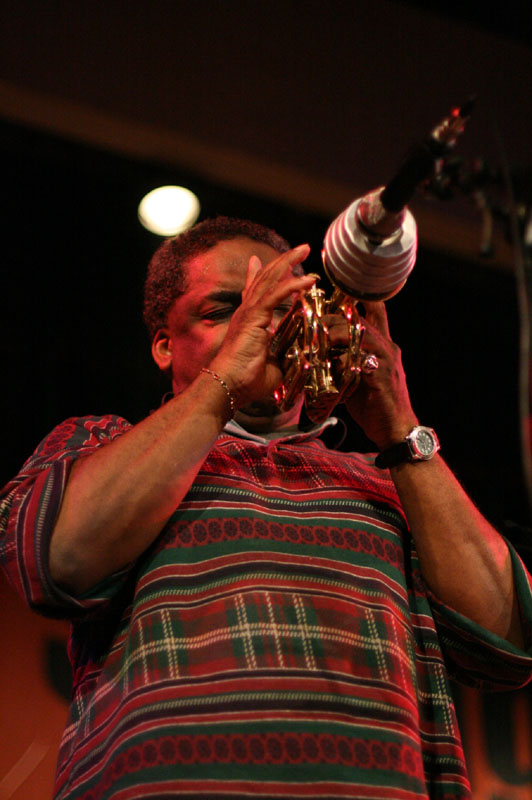
Roy Campbell beim Jazzy Spring Festival 2008 in Bukarest

Steve Loewy meinte zu dem Album in Allmusic, die Resultate seien „unvorhersagbar und herrlich unverschämt“; freie Improvisation treffe auf Punk- und Dance-Rhythmen, „übersät mit foot-tapping, body-swaying pulses.“ Obwohl die Pop-Wendungen eine Debatte in der überschaubaren, aber lautstarken Freejazz-Community über die Kommerzialisierung von Kunst auslösen könnte, würden sich die generell kompromisslosen Improvisationen des Aufgebots von Shipp und Parker leidlich gut behaupten, auch wenn sie etwas weniger intensiv und komplex ausfielen als sonst üblich. Diese Art einer Crossover-Fusion könnte dazu beitragen, das Ansehen dieser sonst eher unbekannten, wenn auch extrem talentierten Musiker zu verbreitern. Shipp sei in ausgezeichneter Form, er spinne ein Netz aus einfachen, aber nie allzu simplen Phrasen, „verhüllt in geschmeidigen Nuancen.“
Christian Carey schrieb in der E-zine Splendid, dass die Atmosphäre, die durch eine solche Integration populärer Stile geschaffen werde, eine Grenzlinie für manche Hörer darstellen werde. Einige würden zweifelsohne sagen, dies sei die Version des Avantgarde Jazz vom Ausverkauf, um mehr Hörer abzuholen. In der Tat seien die Good and Evil Sessions vielleicht musikalisch weniger kontrovers als manch andere Thirsty-Ear-Experimental-Veröffentlichungen, aber dies sei „kein Chillout-Sampler“. Obwohl die Grooves „einnehmend und die Hintergrundspuren im Stil vertraut sind, würden tatsächlich Details der Harmonik und der Soli sowohl Mom und Dad aus der Disco treiben und den Hipster aus dem Club“ (wie beispielsweise die Titel On the Run und Roll it Back). „So, wenn mir dieses Wortspiel gestattet ist,“ resümiert der Autor, „chille und höre zu“. Die Musik von Continuum möge „in die Vergangenheit zurückreichen, aber erstrecke sich, wie jedes gute Kontinuum, auch in die Zukunft“.
Patrick Sisson lobte das Album in Pop Matters und notierte, das Experiment, „Fantasie-Freejazz-Riffs in kühle, kalkulierte Electronica-Beats [einzubetten] ohne abgedroschen zu klingen“, ergäbe manch eindrucksvolle Resultate. Das Produzenten-Duo GoodandEvil, das zuvor mit den Rapper Northern State und DJs wie Felix Da Housecat und Roni Size zusammengearbeitet hatte, bleibe trotz dieser Einflüsse nicht auf der Ebene eines DJ aus der Unterstadt, der, um langweilige Beats aufzupeppen, diese mit klischeehaftem Jazz verziert. „Die Good and Evil Sessions bleiben zum Glück nicht auf diesem Level stehen; bei einem Ensemble, das mit einem solchen kreativen Drive prahlt, wird ‚Laid-back‘ nie ein Euphemismus für Langeweile“. Der Eröffnungstitel Brainwash, habe „einen perfekten Aufbau; Shipps anmutiges Piano macht Platz für Parkers präzise Bass-Schläge, das Posaunenduo legt einen soliden Boden, und dann läuft die Perkussion zur rechten Zeit an, um Campbell frei mit seinen butterartigen Trompetentönen fliegen zu lassen. Dieser Track verdeutlicht beispielhaft das implizite Versprechen dieses Konzepts, dass es nämlich jedem einzelnen Talent erlaubt wird auf einer kollektiven Bühne zu glänzen.“

Ein perfektes Beispiel für außergewöhnliches Spiel sei die gestopfte Talking-Trompete Campbells in Close Call. Trotz aller Vorbehalte (so hätten die umwerfenden Basslinien von William Parker mehr Aufmerksamkeit bei der Abmischung verdient) „gelingt das Album. 'The GoodandEvil Sessions’ ist offenkundig kein reguläres Jazzalbum; die kollektive Geisteshaltung, einher mit der Produktion durch das Duo GoodandEvil, garantiert, dass dieses Album näher an ein erweitertes Downtempo-Album kommt als eine Gruppe von Live-Musikern mit einigen elektronischen Schnörkeln.“ Nach Ansicht des Autors hätte es ein noch stärkeres Album werden können, wenn man den Jazzmusikern mehr Freiraum gegeben hätte, „aber darum geht es nicht. 'The Blue Series Continuum' mischt organische und elektronische [Teile] wie ein talentierter DJ mit einem Paar Plattenspieler arbeitet, und das Ergebnis, eine einzigartige Ausdrucksweise von Jazz-basierten Grooves, verspricht, dass noch mehr aus dieser einmaligen Reihe kommt“.

## Editorischer Hinweis
Die Titel The Stakeout, Then Again, The Hideout, Roll It Back und Brainwash erschienen auch 2013 auf der Vinyl-12-Inch-Single The GoodandEvil Sessions (Crosstalk – CROSS04).